# Mistyša
Mistyša Svenel'dyč, conosciuto anche come Mystyša o Mestyša (in ucraino Мiстиша, Мистиша, Местиша; ... – 945), era il figlio del voivoda di Kiev Sveneldo, fratello di Ljut Svenel'dyč. 
Fu ucciso dal knjaz dei Drevljani, Mal.

## Dati storici

### Ribellione del 945
Nella Cronaca degli anni passati i cenni su Mistyša vengono inseriti nell’anno 945:
Le cronache e i racconti narrano che Mistyša morì per mano di Mal, principe dei Drevljani, tuttavia secondo altre interpretazioni (come quella dello storico russo Aleksej Šachmatov), Mal verrebbe confuso con Mistyša, il quale sarebbe stato il vero artefice dell’uccisione del knjaz Igor' di Kiev.
Secondo le cronache Igor', nel 945, spinto dalla volontà dei propri militari, iniziò ad esigere delle tasse (poliudie) dai Drevljani nei territori appartenenti a Sveneldo. 
Come reazione Sveneldo e Ol'ga incaricarono alcuni knjaz svedesi di assaltare Kiev. L’attacco ebbe esito positivo e Kiev passò sotto il controllo di Ol'ga, dunque di Rus' di Kiev. Igor' fu costretto a ritirarsi nel territorio dei Drevljani, ma non riuscì a raggiungere il suo alleato, il principe Mal. Inseguito da Mistyša e dai suoi fedeli  Igor' fu catturato e ucciso da Mistyša. Mal, per vendicare la morte del suo alleato, uccise a sua volta Mistyša. I Drevljani restituirono a Sveneldo il corpo di Mistyša in cambio di quello di Igor', a cui diedero sepoltura. 
Nella Cronaca degli anni passati è scritto: «Древляне убиша Игоря и дружину его, бе бо их мало. И погребен бы Игорь. Есть могила его у Искоростеня града в Деревях и до сего дня.» ('I Drevljani uccisero Igor' e i suoi uomini più fedelii, perché questi erano in pochi. Igor' fu sepolto: la sua tomba, vicino a Iskorosten' è stata fatta dai Drevljani, ed esiste ancora oggi').  Non è chiaro però perché i Drevljani, dopo aver ucciso Igor', si sarebbero presi l’onere di seppellirlo.